# Algor mortis
Алгор мортис (лат. Algor mortis: algor—хладноћа; mortis—смрт) или мртвачко хлађење је смањивање телесне температуре након смрти. Ово је начелно константно опадање температуре тела док се она не спусти на температуру околине, мада спољни фактори могу да имају значајан утицај.
Мерење ректалне температуре може да да одређени увид у време смрти. Мада топлотна проводност која доводи до хлађења тела следи криву експоненцијалног опадања, мртвачко хлађење се може апроксимирати линеарним процесом: између 1 и 1,5° фаренхајта по сату док се не достигне температура околине.
Глајстерова једначина на пример (98,.4° F − ректална температура) / 1,5, даје број сати који је протекао након смрти.
Кад наступи распадање, унутрашња телесна температура поново расте.